# Salzburgo (estado)

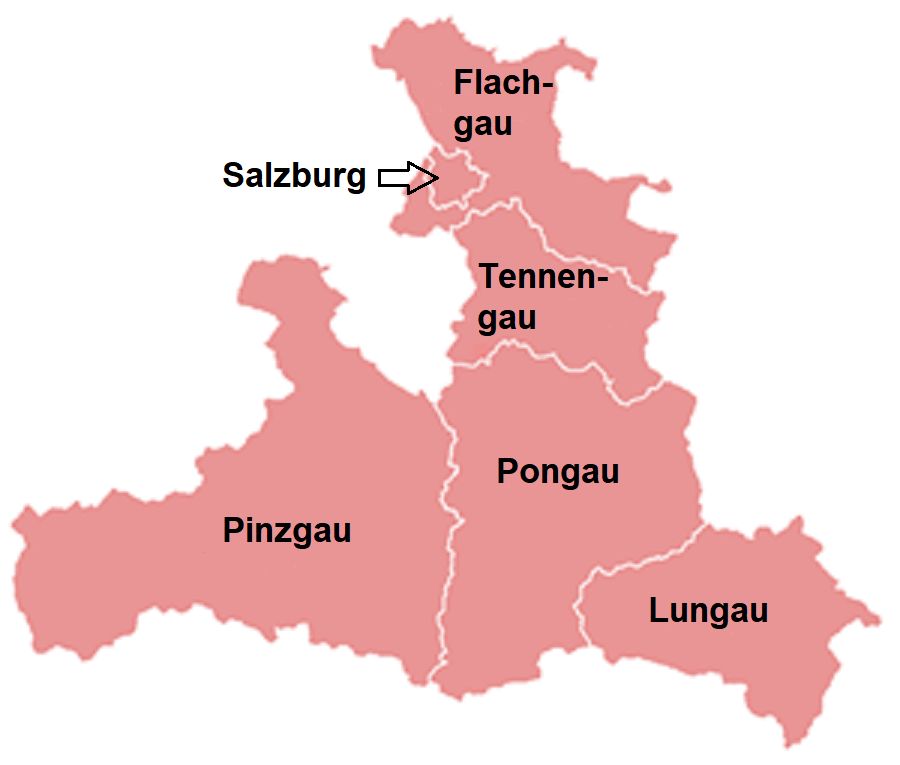
Distritos de Salzburgo.

Salzburgo (denominado en alemán: Land Salzburg) es uno de los nueve estados federados que integran Austria. Difiere del resto de los estados federados a causa de su historia como principado independiente dentro del Sacro Imperio Romano Germánico hasta 1806. Su río principal es el Salzach, que desemboca en el Eno. El estado limita con Alta Austria, Estiria, Carintia, Tirol, Baviera (Alemania) y Trentino-Alto Adigio (Italia).

## Geografía
La provincia de Salzburgo tiene una superficie de 7.154,56 km². El pico más alto de Salzburgo es el Großvenediger, que con 3.657 metros sobre el nivel del mar es la cuarta montaña más alta de Austria. De la frontera estatal, 174 km son también frontera estatal austriaca, en su mayor parte en el noroeste con Baviera/Alemania y en una pequeña parte en el suroeste con Tirol del Sur/Italia. Por lo demás, Salzburgo limita al oeste y suroeste con Tirol, al noreste con Alta Austria, al este con Estiria y al sur con Carintia.

## Paisajes
Paisaje típico de Salzburgo caracterizado por los Alpes, cerca de St. Koloman, vista de los montes Hagengebirge
Desde el punto de vista paisajístico, la provincia de Salzburgo está dividida en cinco Gaue, cuyos límites son idénticos a los de los distritos políticos de la provincia (véase Administración).
La parte norte de la provincia está dividida en dos Gaue:
- Flachgau es la zona más septentrional de la provincia, que incluye también el barrio más cercano al sur de la ciudad de Salzburgo. Su nombre se creó tardíamente en referencia a los nombres de las otras Gaue "en las montañas" y expresa la naturaleza geográfica de la zona. Está formada por las estribaciones salzburguesas de los Alpes y pequeñas partes del grupo del Osterhorn, que pertenece a los Alpes calcáreos septentrionales.
- Tennengau linda al sur con Flachgau y abarca los alrededores de la ciudad de Hallein y los municipios situados al sur. Su nombre deriva del Tennengebirge, cuya primera parte se remonta a la palabra Tanne. Comprende esencialmente el amplio valle del Salzach y las montañas de los Alpes calcáreos septentrionales a ambos lados del mismo.

La parte meridional de la provincia de Salzburgo está dividida en tres distritos:
- Pinzgau ocupa la parte occidental. Su nombre deriva posiblemente de la tribu celta de los Ambisonten. Otra explicación común es que se trata de la zona de Binsen-Gau, ya que esta planta probablemente era común aquí en el pasado.
- Pongau forma el centro de las tres Gaue meridionales. El nombre deriva de Pongo, el antiguo nombre de la actual Bischofshofen. Pongo en sí se remonta probablemente al celta bona (frontera; área (limitada), llanura); también es posible una conexión con frijol; esto se refiere al frijol caballo, que se encontraba allí.
- Lungau se encuentra en el sureste de la provincia de Salzburgo. El origen del nombre no se ha aclarado, pero es casi seguro que se basa en una palabra eslava o celta. Una posible conexión es con Lonka, el nombre de un arroyo en el norte de Lungau, que se remonta a la palabra eslava para páramo o pantano.

Estos tres distritos meridionales forman parte del Hohe Tauern y, en Lungau, del Niedere Tauern, ambos pertenecientes a los Alpes Centrales. Juntos se conocen como Innergebirg, sobre todo desde la perspectiva de las zonas menos montañosas de la provincia de Salzburgo.

## División administrativa

#### Distritos políticos
El estado de Salzburgo está dividido en cinco distritos políticos y una ciudad estatutaria, la ciudad de Salzburgo. Los distritos todavía se llaman comúnmente Gaue (como áreas paisajísticas).
| Vehículo de motor | distrito                           | Gau                | Área en km² | Residentes |
| ----------------- | ---------------------------------- | ------------------ | ----------- | ---------- |
| S                 | Salzburgo                          | Capital del estado | 65,65       | 156.619    |
| JA                | Hallein                            | Tennengau          | 668,35      | 61.660     |
| SL                | Distrito de Salzburg-Umgebung      | Flachgau           | 1.004,47    | 157.440    |
| JO                | Distrito de Sankt Johann im Pongau | Pongau             | 1.755,37    | 82.565     |
| TA                | Tamsweg                            | Lungau             | 1.019,65    | 20.437     |
| ZE                | Zell am See                        | Pinzgau            | 2.641,07    | 89.625     |

### Municipios con derecho de ciudad

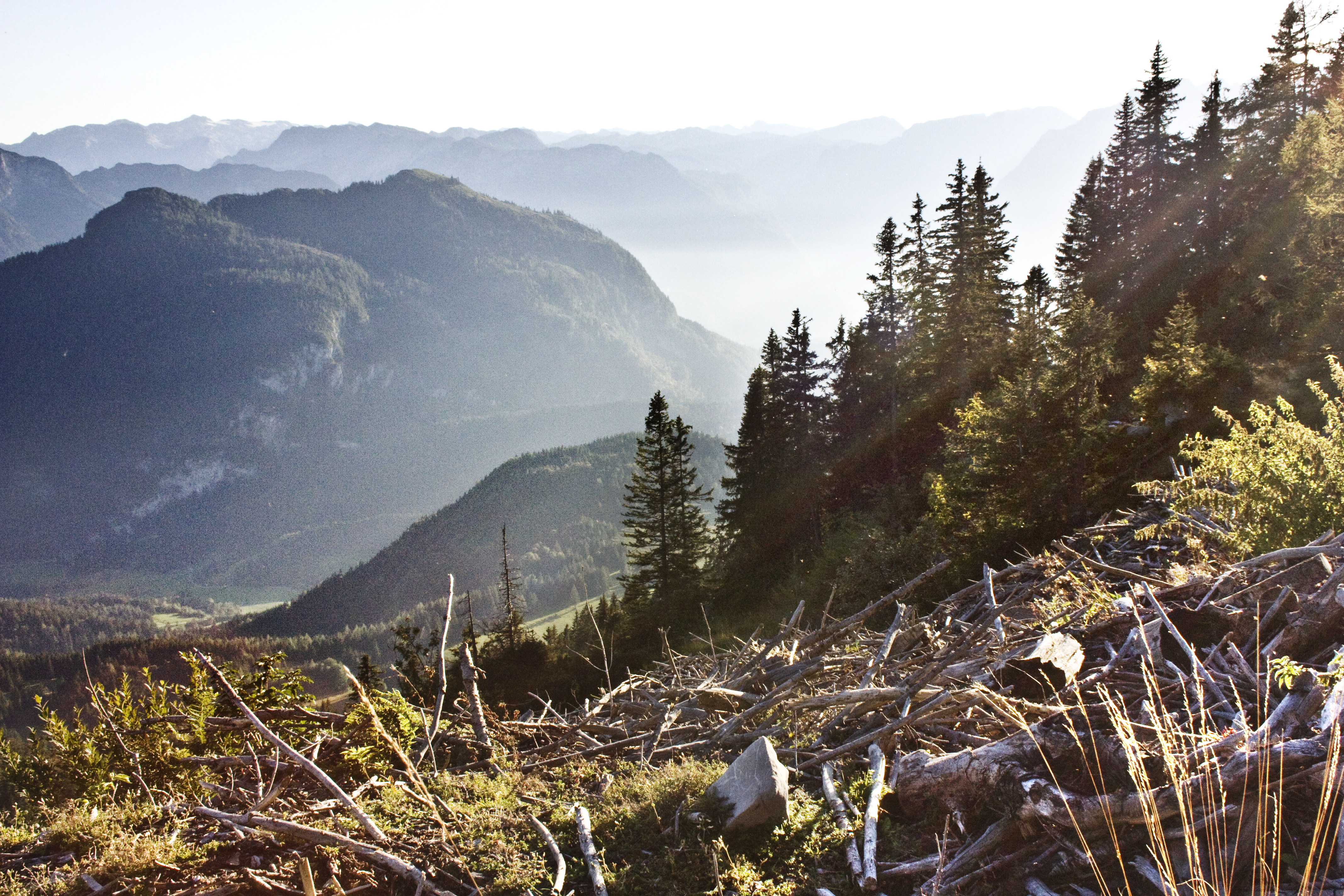
Los Alpes austríacos (Salzburgo)

En el estado federado de Salzburgo hay once municipios con derechos de ciudad (cifras de población al 1 de enero de 2023  ). No hay ningún municipio en Lungau.
| Ciudad                        | Vehículo de motor | Residentes |
| ----------------------------- | ----------------- | ---------- |
| Salsburgo                     | S                 | 156.619    |
| Hallein                       | HA                | 21.523     |
| Saalfelden am Steinernen Meer | ZE                | 17.123     |
| Sankt Johann im Pongau        | JO                | 11.452     |
| Seekirchen am Wallersee       | SL                | 11.233     |
| Bischofshofen                 | JO                | 10.658     |
| Zell am See                   | ZE                | 10.213     |
| Neumarkt am Wallersee         | SL                | 6.626      |
| Oberndorf bei Salzburg        | SL                | 6.058      |
| Mittersill                    | ZE                | 5.804      |
| Radstadt                      | JO                | 4.947      |

## Historia

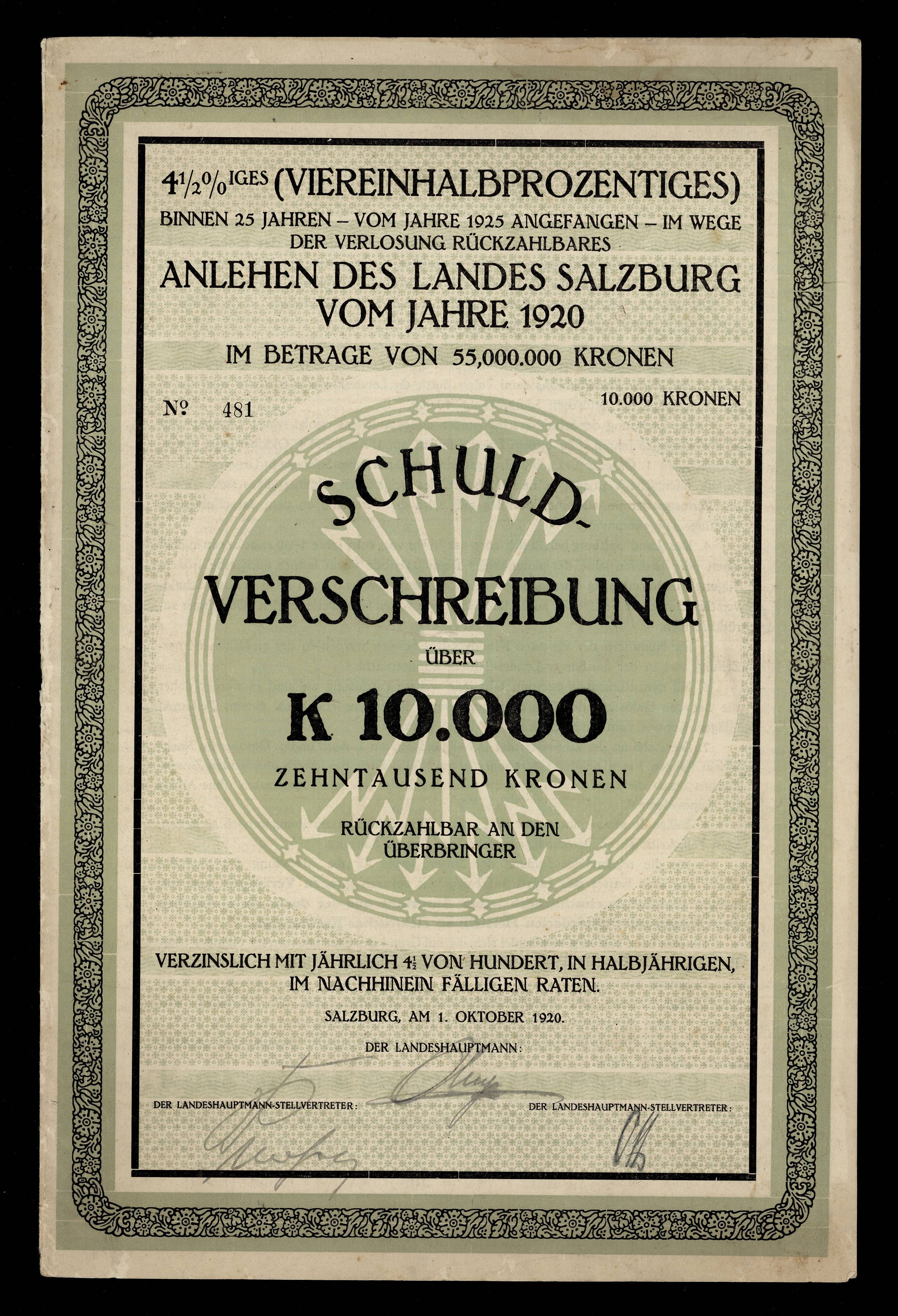
Bono de 10.000 coronas del estado de Salzburgo con fecha del 1 de octubre de 1920 para promover la industria eléctrica en el estado de Salzburgo.

La historia de los asentamientos en Salzburgo se remonta al Neolítico más antiguo. El nombre más antiguo de la ciudad proviene de los celtas: Iuvavum. Bajo los romanos, Iuvavum era un distrito administrativo dentro de la provincia de Nórico. Desde que los bávaros se apoderaron del territorio en el siglo VI, la zona que más tarde se convirtió en el estado de Salzburgo perteneció al Ducado de Baviera. Con la fundación o renovación del monasterio de San Pedro en 696 y la fundación del monasterio de mujeres en la Abadía de Nonnberg en 713 sobre las ruinas del romano Iuvavum, St. Rupert sentó las bases de una diócesis (739), que en 798 se convirtió en la Arquidiócesis de Salzburgo y, por tanto, en el centro de la provincia eclesiástica de Baviera. Esto cubría casi toda el área de la antigua Baviera.
El arzobispo Eberhard II, un firme partidario de los Hohenstaufen, logró construir entre 1200 y 1246 un dominio arzobispal cerrado a partir de condados, tribunales y bailías. Con el reconocimiento de las fronteras del estado de Salzburgo, inicialmente bávaro, por parte del duque Enrique XIII. von Landshut inició en 1275 la separación de Salzburgo del Ducado de Baviera. En 1328, Salzburgo se convirtió en un estado en gran medida independiente dentro del Sacro Imperio Romano Germánico mediante la promulgación de sus propias regulaciones estatales. Como arzobispado de Salzburgo, se convirtió en un estado tapón entre Baviera y los países de los Habsburgo. Sin embargo, hasta el final del Antiguo Imperio se consideró parte de Baviera en el sentido paisajístico (por lo que formaba parte del Círculo Imperial Bávaro; Abraham a Sancta Clara habla de “Salzburgo en Baviera”).
Económicamente, en los siglos XV y XVI tuvo gran importancia no sólo el comercio de la sal, sino también la extracción de oro en los valles de Rauris y Gastein. Los volúmenes de extracción de oro fueron durante un breve período los mayores de Europa Central. La riqueza de la región de Salzburgo aumentó y con ella las tensiones sociales entre ciudadanos ricos y nobles, así como entre la población rural pobre. Combinadas con un reclamo autocrático de poder por parte de los príncipes-arzobispos, las tensiones de 1462/63 y 1525 llevaron a revueltas campesinas que comenzaron en los distritos montañosos. La revuelta campesina de 1525 también estuvo influenciada por el ascenso del protestantismo. Como resultado, los protestantes fueron expulsados varias veces. La mayor ola de expulsiones tuvo lugar durante el reinado del príncipe-arzobispo Leopold Anton Graf von Firmian, quien expulsó del país a unos 20.000 protestantes de Salzburgo (“ Salzburger Exulanten ”) en 1731/32.
En 1803, el principado pasó al gran duque Fernando III de Habsburgo como el electorado secularizado de Salzburgo. de Toscana, en 1805 junto con el Príncipe-Preboste de Berchtesgaden para formar el Imperio Austriaco, fundado en 1804. En 1810, como resultado del Tratado de París, Salzburgo se convirtió en provincia de Baviera como Salzachkreis. Después del Congreso de Viena de 1814/15, Salzburgo fue finalmente incorporada al Imperio austríaco con el Tratado de Múnich de 1816. En 1829 se concluyó el convenio sobre las salinas con Baviera. Hasta 1850, el Salzburger Land, como Salzburgkreis, siguió siendo sólo una parte de Austria ob der Enns (Alta Austria). Las partes occidentales de Salzburgo y el antiguo príncipe rector de Berchtesgaden, que hasta entonces siempre habían pertenecido a Salzburgo, permanecieron en Baviera, Zillertal y Windischmatrei (Matrei en Tirol Oriental) fueron anexados al Tirol.
En 1850, por decisión del emperador Francisco José I, Salzburgo se convirtió en su propia tierra de la corona austriaca, que desde 1861, según la constitución denominada Patente de Febrero, tenía su propio parlamento estatal como legislativo y un comité estatal como ejecutivo, un precursor del posterior gobierno estatal (el gobierno estatal era el nombre que se le daba a la Lugartenencia El país ahora también eligió representantes en la Cámara de Representantes del Reichsrat.
A finales de octubre de 1918, el estado de Salzburgo pasó a formar parte de la Austria alemana, llamándose república desde el 12 de noviembre de 1918, y República de Austria desde el 25 de octubre de 1919. En el referéndum no oficial del 29 de mayo de 1921, el 99,07% de los votantes votaron a favor de la anexión de Salzburgo al Reich alemán.  Sin embargo, la secesión de Austria contradecía la constitución de Austria, al igual que la unión al Imperio alemán con el Tratado de Saint-Germain, por lo que el plebiscito no tuvo consecuencias políticas correspondientes.
Como toda Austria, Salzburgo estuvo gobernada de forma dictatorial de 1934 a 1938. Durante la dictadura nazi (1938-1945), Salzburgo fue el único antiguo estado austriaco que mantuvo sus fronteras nacionales sin cambios. Eugen Grill Works en Hallein fue la fábrica de armamento más grande del país durante la era nazi. El Comité Personal de Salzburgo para Stolpersteine se dedica a resolver los crímenes de este tiempo.
Durante el llamado período de ocupación (1945-1955), Salzburgo, al igual que la Alta Austria al sur del Danubio y parte de Viena, formaba parte de la zona de ocupación estadounidense.

## Administración

### Gobierno
Las últimas elecciones se celebraron en 2018. Los partidos que formaron gobierno se muestran en negrita.
| Elecciones de Salzburgo de 2018 |        |       |         |     |
| Partido                         | Votos  | %     | Escaños | +/- |
| ÖVP                             | 94.642 | 37,78 | 15      | 4   |
| SPÖ                             | 50.175 | 20,03 | 8       | 1   |
| FPÖ                             | 47.194 | 18,84 | 7       | 1   |
| GRÜNE                           | 23.337 | 9,31  | 3       | 4   |
| NEOS                            | 18.225 | 7,27  | 3       | 3   |

### Distritos
- Salzburg-Stadt (Salzburgo)
- Salzburg-Umgebung (Flachgau, también Salzburg Land)
- Hallein (Tennengau)
- St. Johann im Pongau (Pongau)
- Zell am See (Pinzgau)
- Tamsweg (Lungau)

### Ciudades oficiales
- Salzburgo (150.269)
- Hallein (18.399)
- Saalfelden (15.093)
- Sankt Johann im Pongau (10.259)
- Bischofshofen (10.087)
- Zell am See (9.638)
- Seekirchen am Wallersee (9.443)
- Oberndorf bei Salzburg (5.431)
- Neumarkt am Wallersee (5.420)

## Religión
La Iglesia católica romana es con un 61,2 por ciento la comunidad religiosa más grande en el estado federado de Salzburgo, mientras que otro 2,9 por ciento son protestantes. Según las estimaciones, el 3,7 por ciento de la población pertenece a una iglesia ortodoxa, el 5,6 por ciento es musulmana y el 0,01 por ciento es judía (todas las cifras son de principios de 2018). 
No hay cifras actuales disponibles sobre la composición religiosa de la población restante. Estas cifras se recopilaron por última vez como parte del censo de 2001: en ese momento, el 3,9 por ciento de la población pertenecía a otras comunidades religiosas (no enumeradas anteriormente), el 9,6 por ciento no tenía ninguna afiliación religiosa y otro 3,1 por ciento no proporcionó ninguna información sobre su religión. 

## Política

### Constitución del estado
La actual Constitución del Estado de Salzburgo data de 1999 y desde entonces ha sido modificada varias veces.  Con el decreto aprobado en referéndum, entre otras cosas, se abolió el sistema de gobierno proporcional (la representación de todos los partidos según su fuerza en el parlamento estatal), que estaba en vigor desde 1921 y se reemplazó por el de la mayoría. sistema. A cambio, se ampliaron los derechos de las minorías en el parlamento estatal (comisiones de investigación, referendos, derechos de investigación, derechos de control, etc.). Con la revisión de 2005, la edad para votar activamente se redujo a 16 años. 
Ya en 1921 se introdujeron instrumentos para la participación directa de la población en forma de referendos y referendos. En 1985 también se hizo posible el referéndum. Al mismo tiempo, el requisito de apoyo se reduciría de 20.000 votantes elegibles a 10.000 votantes elegibles. 

### Parlamento estatal
El Parlamento Estatal de Salzburgo es el órgano legislativo del estado federado de Salzburgo. Está compuesto por 36 diputados pertenecientes a cinco grupos políticos. Desde las elecciones de 2023, el grupo parlamentario más numeroso es el ÖVP con doce escaños, seguido del FPÖ con diez escaños.
Históricamente, el ÖVP ha sido normalmente el grupo parlamentario más numeroso en el parlamento estatal. Con las elecciones regionales de 2004 en Salzburgo, el SPÖ de Gabi Burgstaller se convirtió por primera vez en el grupo parlamentario con mayor número de votos. El ÖVP recuperó esta posición en las elecciones estatales de Salzburgo de 2013 tras el escándalo de especulaciones de Salzburgo. 
Ver también : Resultados de las elecciones estatales en Austria #Parlamento estatal en Salzburgo

### Gobierno estatal
El gobierno del estado de Salzburgo es el máximo órgano administrativo del estado y está compuesto por 7 miembros. Desde 2023, el actual gobierno estatal está formado por cuatro miembros del gobierno del ÖVP y tres representantes del FPÖ.
Véase también : Gobernador de Salzburgo
En la historia de la Austria republicana, dos gobernadores de Salzburgo han desempeñado papeles importantes: en la Primera República, Franz Rehrl, en la Segunda República, Josef Klaus, que sirvió de 1964 a 1970 en los gabinetes de Klaus I (gran coalición) y Klaus II (primer único ). gobierno de la Segunda República) ejerció el cargo de Canciller Federal.

### Europaregion
Desde 1995 existe Euregio Salzburg - Berchtesgadener Land - Traunstein, una asociación a nivel municipal para mejorar la cooperación intergubernamental diversa en la implementación de las ideas europeas. 

### Gobierno electrónico
Los ciudadanos pueden utilizar el portal de gobierno electrónico del Estado de Salzburgo para completar solicitudes en línea y enviarlas electrónicamente a la autoridad responsable. Esta forma de solicitud simplifica las autoridades y el proceso se puede completar más rápidamente. Las soluciones de formulario cubren, entre otras cosas: las áreas “Construcción y Vivienda”, “Agricultura y Silvicultura” y “Cultura” y proceden de la empresa austriaca de TI aforms2web. 

### Periódico regional de Salzburgo y correspondencia regional
El Salzburger Landeszeitung existe desde 1774 (anteriormente: Salzburger Zeitung) y ahora se publica quincenalmente como boletín oficial por el Centro Estatal de Medios.  Además, se publican continuamente comunicados de prensa con el título Salzburger Landeskorrespondenz, a los que se puede acceder en línea en el archivo de prensa. 

### Asociaciones
El Estado federado de Salzburgo y la República de Lituania, entonces todavía una república soviética, están asociados desde 1970. 
En 1999 se firmó un acuerdo de colaboración con la Provincia Autónoma de Trento (República de Italia ).  Es la parte italiana de la histórica tierra de la corona austriaca del Tirol hasta 1918, el antiguo Welschtirol, generalmente llamado Trentino en Austria.

## Economía, transporte e infraestructuras
En comparación con el producto interior bruto medio de la Unión Europea, expresado en estándares de poder adquisitivo, el estado federado de Salzburgo alcanzó en 2014 un valor de índice de 152 (UE-28: 100, Austria: 129).  En 2016, Salzburgo era el estado federado más rico de Austria con un producto interior bruto per cápita de 48.700 euros, por delante de Viena.
El turismo se considera uno de los sectores económicos más importantes del estado federado de Salzburgo. Debido a su ubicación alpina, el país prospera gracias al turismo de verano e invierno. Después del Tirol, el estado federado de Salzburgo es el estado federado de Austria con el mayor número de pernoctaciones de huéspedes (entre 21,5 y 24,5 millones al año entre 2001 y 2011).  La comercialización turística del país está coordinada por SalzburgerLand Tourismus GmbH. Los accionistas de esta empresa comercial son las asociaciones de turismo del estado federado de Salzburgo con el 51 por ciento de las acciones. El estado federado de Salzburgo posee otra participación del 40%, así como el 3% de la Cámara de Comercio, la Cámara de Agricultura y la Cámara de Trabajo.
Debido a su especial ubicación geográfica, Salzburgo está vinculado en términos de transporte y economía con los distritos bávaros de Berchtesgadener Land y Traunstein. La conexión por carretera más corta con las ciudades y municipios de Pinzgau pasa por la llamada Kleine Deutsche Eck (Salzburgo-Bad Reichenhall-Lofer). Freilassing (el distrito de Salzburghofen fue antiguamente un suburbio de Salzburgo) y Bad Reichenhall están particularmente conectados económicamente con Salzburgo.
En el tráfico ferroviario, las líneas ferroviarias Viena-Salzburgo, Salzburgo-Rosenheim (–Múnich) y Salzburgo-Villach son especialmente importantes en toda la región. En los alrededores de la ciudad de Salzburgo se encuentra la red de S-Bahn de Salzburgo, que se complementará con el sistema de tren ligero regional de Salzburgo.
“ Salzburg AG ”, que posee alrededor de tres cuartas partes de la ciudad y del estado federado de Salzburgo, actúa como el mayor proveedor de infraestructuras del país. Ofrece electricidad, agua, gas natural y calefacción urbana y es operador de diversas opciones de transporte público. La empresa también ofrece servicios de telecomunicaciones (teléfono, Internet, televisión por cable).

## Cultura

### Tradiciones Austriacas

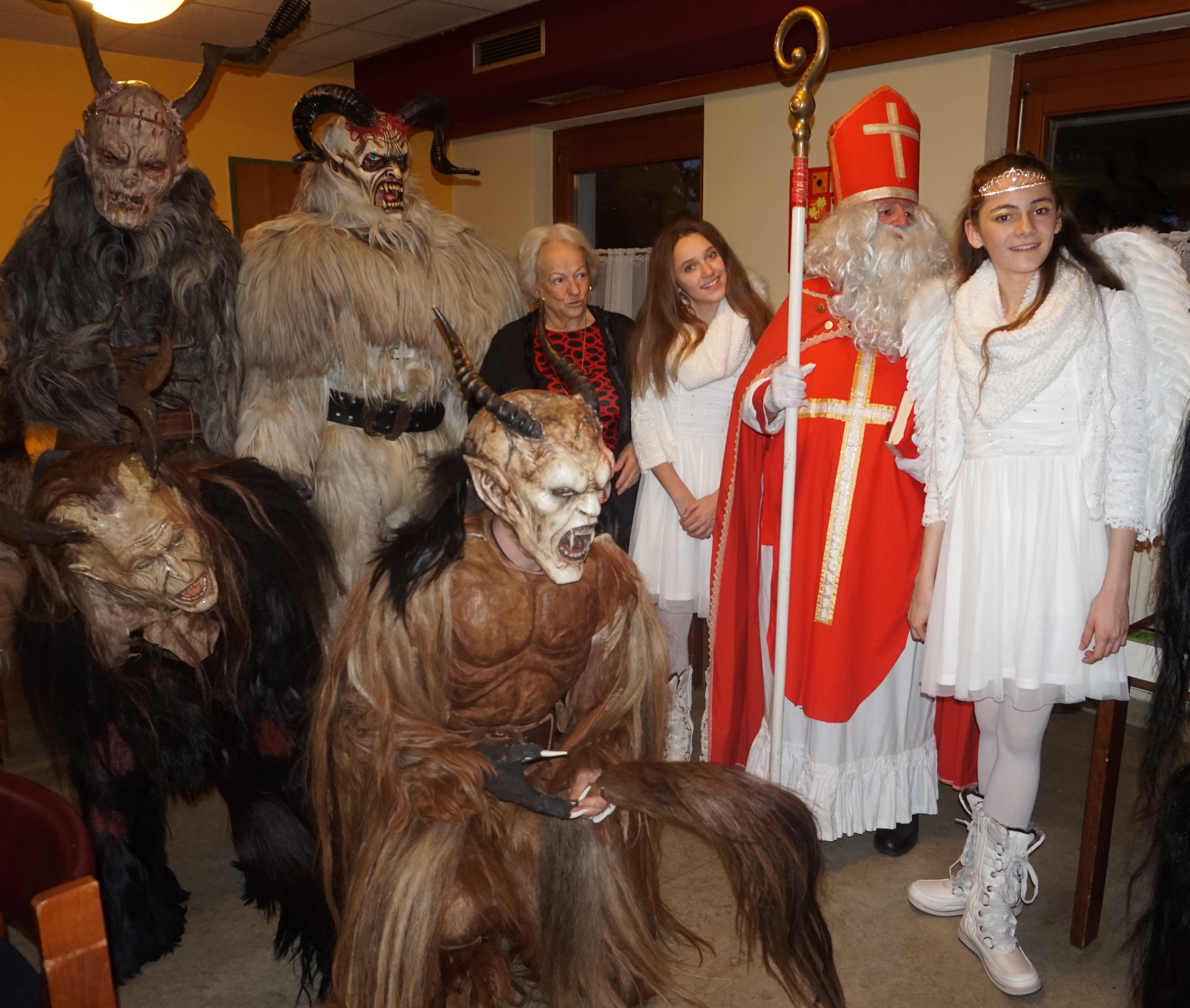
San Nicolás acompañado de Krampus y ángeles

Los diferentes paisajes albergan muchas costumbres diferentes, algunas de las cuales sólo (todavía) se practican en un único lugar. San Nicolás viaja con Krampus por todo el país en vísperas de Navidad. Un desarrollo más reciente en ciudades más grandes o pueblos con mercado son las carreras de Krampus organizadas, en las que los personajes de Krampus se basan más en trajes de fantasía de la industria cinematográfica. Una de las pocas zonas donde los Krampuspassen todavía van de casa en casa los días 5 y 6 de diciembre bajo el lema “fieles a las viejas costumbres” es el Gasteinertal.
Cada año, después de Navidad, vienen a Raunächte Glöckler y Perchten, cuyo propósito es ahuyentar a los malos espíritus del invierno (expulsar el invierno) y así dejar espacio para el Año Nuevo. Muy conocido es, entre otras cosas, el Pongauer Perchtenlauf (ver Perchten ).
Las costumbres veraniegas más animadas, especialmente en Lungau, son los desfiles de Prangstangen y Samson. El Rupertikirtag de cinco días en la ciudad de Salzburgo es uno de los festivales folclóricos más famosos de Austria y lo visitan cada año un total de más de 100.000 personas.

### Asociaciones culturales y eventos culturales
Los clubes y grupos con el fin de promover intereses culturales y organizar eventos culturales se concentran en la capital del estado, pero están representados en todo el estado. La asociación coordinadora de sitios culturales de Salzburgo actúa como asociación organizativa y representante de los intereses comunes de todos. Los órganos consultivos oficiales del estado son el Consejo Asesor Cultural del Estado de Salzburgo y el Servicio Cultural de Salzburgo.
Los principales eventos culturales y ciclos de eventos tienen lugar principalmente en la ciudad de Salzburgo. Los eventos culturales regulares importantes en el estado incluyen, además de los eventos tradicionales de importancia local, las Jornadas de Literatura de Rauris (desde 1971), el Festival de Jazz de Saalfelden (desde 1979) y las Jornadas de Paul Hofhaimer (Música antigua y nueva, desde 1987). que tienen lugar en Radstadt.

### Promoción cultural
El estado federado de Salzburgo ha creado numerosas becas culturales con especial atención al apoyo al arte contemporáneo. En el campo de la literatura, se trata del Premio de Literatura Rauris, el Premio Georg Trakl de poesía y las becas anuales de literatura. También hay becas anuales en los campos de la música, el cine y las artes visuales, así como el Gran Premio de Música, el Premio de Música de Salzburgo y varios premios estatales de arquitectura, cerámica, pintura y gráfica.

### Centro de medios estatal
El Tribunal de Cuentas del Estado de Salzburgo advierte a la oficina de prensa oficial del estado que se concentre en sus tareas principales. El centro de prensa anunció entonces que “en el futuro ya no publicaría informes íntegros del Tribunal de Cuentas, si la parte contraria no está adecuadamente representada”  Sin embargo: “La oficina de prensa tiene un papel esencial en la información a la población, argumenta el centro de medios estatal.”